# 20.000 Meilen unter dem Meer (1973)
20.000 Meilen unter dem Meer (englisch Twenty Thousand Leagues Under the Sea) ist ein Zeichentrick-Fernsehfilm aus dem Jahr 1973, produziert und geleitet von William Hanna und Joseph Barbera. Der Film basiert auf dem Roman 20.000 Meilen unter dem Meer von Jules Verne und wurde von der australischen Abteilung von Hanna-Barbera Productions für die Serie Famous Classic Tales von CBS produziert, wo er am 22. November 1973 ausgestrahlt wurde.

## Handlung
Im Jahr 1866 werden Schiffe, die unter unterschiedlichen Flaggen segeln, von einem mysteriösen Seeungeheuer versenkt, das später als riesiger Narwal identifiziert wird. Die amerikanische Regierung organisiert eine Expedition nach New York, um das Ungeheuer zu finden und zu vernichten. Zu den Teilnehmern gehören der französische Meeresbiologe Pierre Aronnax und der kanadische Walfänger und Harpunier Ned Land. Die Expedition verlässt Brooklyn an Bord der Fregatte Abraham Lincoln der United States Navy und segelt nach Süden. Nach fast einem Jahr vergeblicher Suche entdeckt die Fregatte das Ungeheuer, das das Schiff angreift. Aronnax und Land werden über Bord geworfen und von Tauchern gefangen genommen, die sie ins Innere des „Monsters“ bringen, das in Wirklichkeit ein futuristisches U-Boot namens Nautilus ist. Sie werden dem Erbauer und Kommandanten des U-Bootes, Kapitän Nemo, vorgestellt, der ihnen zeigt, wie das Boot elektrisch angetrieben wird und fortschrittliche Meeresforschung betreiben kann. Nemo erklärt ihnen, dass er die Nautilus gebaut hat, um der Zerstörung und Verschmutzung der Meere durch den Menschen entgegenzuwirken, und dass er sich in die Nautilus zurückgezogen hat. Er erklärt seinen neuen Passagieren auch, dass er sie wegen seiner geheimen Existenz nicht gehen lassen kann. Sie müssen für immer an Bord bleiben. In den nächsten sechs Monaten besucht die Nautilus, die ebenfalls sehr schnell ist, viele Regionen der Weltmeere, darunter das sagenumwobene Unterwasserreich Atlantis und den Südpol. Nach vielen Abenteuern beschließen Ned und Aronnaux zu fliehen, als die Nautilus von einem Kanonenboot angegriffen wird. Ihre Flucht in einem Rettungsboot wird durch einen Strudel erschwert, und während Ned und Aronnaux sich retten, indem sie einen Baum auf einer Insel harpunieren, verschwinden die Nautilus und das Kanonenboot im Strudel.

## Besetzung und Synchronisation
Die deutsche Synchronisation des Films übernahm die Deutsche Synchron Filmgesellschaft mbH & Co. Karlheinz Brunnemann Produktions KG in Berlin, nach einem Dialogbuch und Dialogregie von Eberhard Cronshagen.
| Rolle         | Originalsprecher | Deutscher Sprecher  |
| ------------- | ---------------- | ------------------- |
| Kapitän Nemo  | Don Pascoe       | Horst Schön         |
| Ned Land      | Tim Elliott      | Manfred Lehmann     |
| Prof. Arronax | Ron Haddrick     | Klaus Miedel        |
| Bootsmann     | N.N.             | Heinz Theo Branding |
| Hansen        | N.N.             | Wilfried Herbst     |
| Schiffsarzt   | N.N.             | Gerd Holtenau       |

## Veröffentlichung
Der Film wurde für Famous Classic Tales von CBS produziert und dort am 22. November 1973 ausgestrahlt. Die deutsche Fassung wurde am 19. Dezember 1982 im ZDF ausgestrahlt.